# Třída Comandanti
Třída Comandanti je třída oceánských hlídkových lodí Italského námořnictva. Všechny čtyři postavené lodě jsou stále v aktivní službě.

## Stavba
Italský loďařský koncern Fincantieri ve své loděnici v Riva Trigoso v Janově postavil pro italské námořnictvo čtyři jednotky, přijaté do služby v letech 2002–2004.
Jednotky třídy Comandanti:
| Jméno                             | Založení kýlu     | Spuštěna na vodu   | Uvedena do služby | Poznámka |
| --------------------------------- | ----------------- | ------------------ | ----------------- | -------- |
| Comandante Cigala Fulgosi (P 490) | 25. června 1999   | 7. října 2000      | 31. ledna 2004    | aktivní  |
| Comandante Borsini (P 491)        | 21. července 1991 | 17. února 2001     | 31. ledna 2004    | aktivní  |
| Comandante Bettica (P 492)        | 1. března 2000    | 26. června 2001    | 31. ledna 2004    | aktivní  |
| Comandante Foscari (P 493)        | 1. září 2000      | 24. listopadu 2001 | 31. ledna 2004    | aktivní  |

## Konstrukce

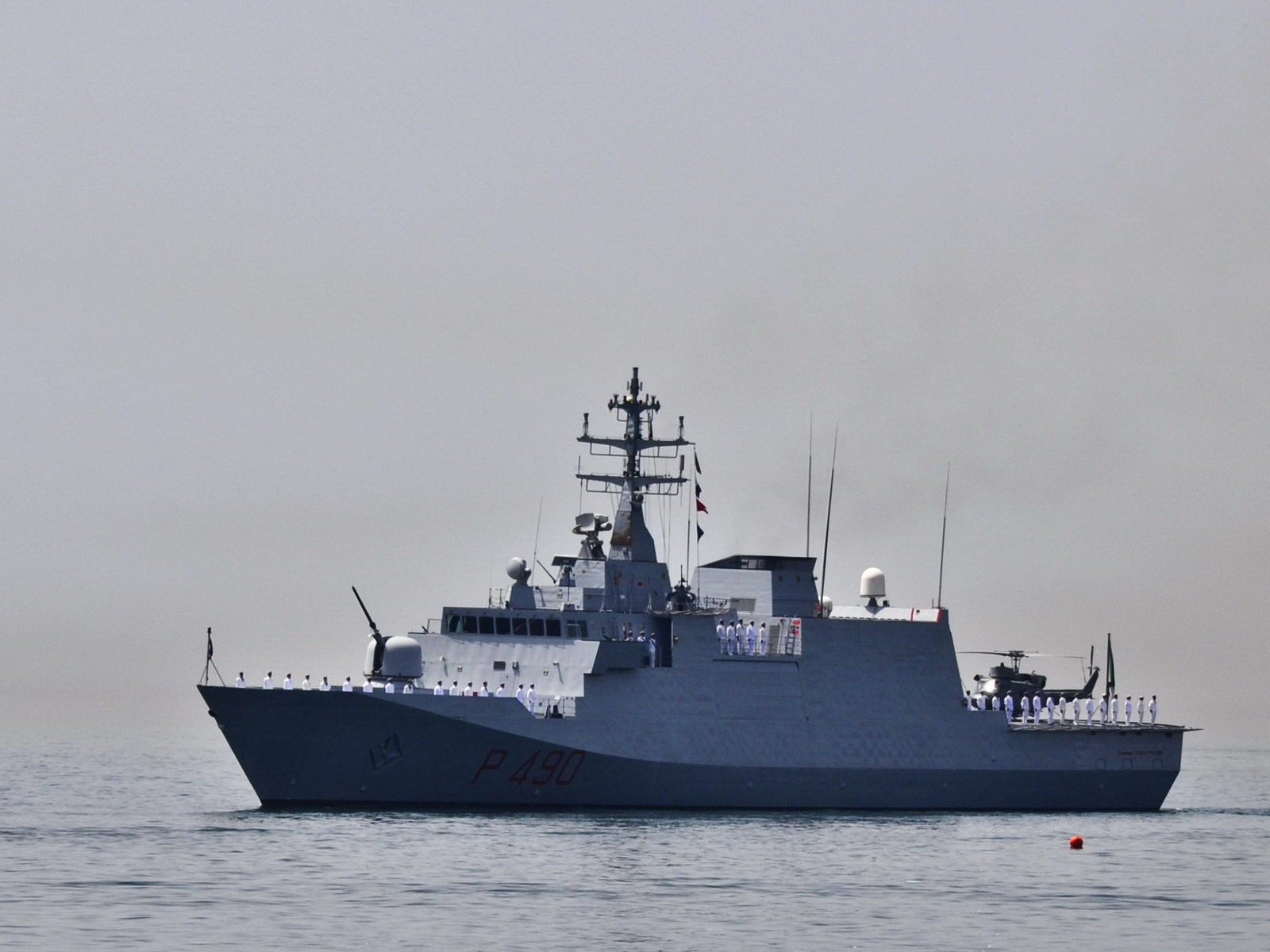
Comandante Cigala Fulgosi (P 490)

Hlavní výzbrojí je jeden 76mm kanón OTO Melara v příďové dělové věži. Doplňují ho dva 25mm automatické kanóny Oerlikon KBA. Na zádi je přistávací plocha a hangár pro jeden vrtulník typu AB212 či NH90. Pohonný systém tvoří dva diesely GM Trieste Wärtsilä W18 V 26XIV a tři dieselgenerátory Isotta Fraschini 1712 T2 ME. Nejvyšší rychlost lodí je 26 uzlů. Dosah je 3 500 námořních mil při ekonomické rychlosti 14 uzlů.